# Людвіг Ляйхгард
Фрідріх Вільгельм Людвіг Ляйхгард (нім. Friedrich Wilhelm Ludwig Leichhardt; нім. вимова: [ˈfʁiːdʁɪç 'vɪlhɛlm 'lu:tvɪç 'laɪçhaːʁt]; 23 жовтня 1813 року, Забродт, громада Таухе (нижньолужицька Tuchow), Одер-Шпрее, Бранденбург, Пруссія — зник безвісти 1848 року, Центральна Австралія) — німецький науковець, мандрівник XIX ст., дослідник Австралії. У багатьох джерелах відомий як Людвіг Ляйхгард.

## Біографія
Був четвертим сином і шостим із восьми дітей Ієроніма Матіаса Ляйхгарда, фермера та королівського інспектора з торф'яників, і його дружини Шарлотти Софі, уродженої Стрехлов.
Він здобув освіту в Требачі, школі-інтернаті в Цауе, гімназії в Котбусі, Берлінському (1831, 1834-36) і Геттінгенському університетах (1833). Спочатку вивчав філософію, проте надалі зацікавився природничими науками, які й почав вивчати.
Ляйхгард хотів навчатися задля отримання ґрунтовних знань, а не для підготовки до якоїсь певної спеціальності чи для подальшої кар'єри. Він перестав виконувати встановлену навчальну програму, ніколи не одержав жодного університетського диплома. Практика звертатися до Ляйхгарда «доктор» виникла пізніше за визнання його сучасниками того, що він був людиною, яка навчається, відданою пошукам знань.
У 1837 році молодший брат Джона Ніколсона, з яким Ляйхгард вчився у Берліні, Вільям, повернувся додому в Кліфтон у Глостерширі, і Ляйхгард поїхав з ним. До 1842 року ці двоє молодих людей економно жили на невеликі доходи Вільяма, вивчаючи медичні та природничі науки в Королівському коледжі хірургів, Британському музеї та Саду рослин, а також шляхом польових спостережень в Англії, Франції, Італії та Швейцарії. Щоб дати можливість Ляйхгарду здійснити його план вивчення природничих наук, Вільям Ніколсон оплатив йому проїзд до Австралії, забезпечив одяг і необхідні речі для подорожі й дав йому в дорогу 200 фунтів стерлінгів.

## В Австралії
Ляйхгард відплив з Лондона в жовтні 1841 році на кораблі «Сер Едвард Педжет» і прибув до Сіднея 14 лютого 1842 року. Він мав намір дослідити глибинні райони Австралії. Півроку вивчав Сіднейський район. Прочитав кілька лекцій з його геології та ботаніки. Ляйхгард сподівався, що губернатор Гіпс створить музей як національну установу і призначить його куратором або призначить директором Ботанічного саду, але офіційної посади йому не дали.
У вересні 1842 року Ляйхгард вирушив у долину річки Гантер, де вивчав геологію, флору й фауну і спостерігав за методами землеробства та виноградарства. Сухопутні подорожі, здійснені самотою між Ньюкаслом і округом Мортон-Бей, відбулися впродовж 1843 року до початку 1844 року. З травня до липня 1844 року Ляйхгард перебував у Сіднеї, організовуючи свої колекції рослинних і геологічних зразків, працюючи над записками своїх спостережень за геологією районів, які він хотів відвідати.
Він сподівався супроводжувати сухопутну експедицію із Сіднея до Порт-Ессінгтона, яку рекомендувала Законодавча рада, і генеральний інспектор сер Томас Мітчелл був готовий її очолити. Однак губернатор Гіпс відмовився санкціонувати «експедицію такої небезпечної та дорогої сутності без відома та згоди» Колоніального бюро. Ляйхгард, роздратований затримкою та невпевненістю в тому, що експедиція буде дозволена і профінансована урядом, вирішив сам за допомогою приватної підписки очолити експедицію добровольців.

## Експедиції
Шестеро мандрівників, серед яких був Ляйхгард, відплили з Сіднея 13 серпня 1844 року. У районі Мортон-Бей ще четверо приєдналися до експедиції, яка 1 жовтня залишила Джимбур, найдальший форпост поселення на Дарлінг-Даунс. Похід прямував на північ вздовж Великого Водороздільного Хребта, південніше затоки Карпентарія. Вони дійшли до порту Дарвін. Двоє членів експедиції повернулись назад. 28 червня 1845 року Джона Гілберта було вбито під час нападу аборигенів на табір Ляйхгарда. Решта дісталися до Порт-Ессінгтона на березі затоки Ван Дімена 17 грудня 1845 року, здійснивши сухопутну подорож завдовжки близько 4828 км.
Ляйхгард підготував журнал експедиції від затоки Моретон до Порт-Ессінгтона для публікації у Великій Британії. Він читав лекції на тему: «Геологія, ботаніка, природознавство та можливості країни між затокою Моретон і Порт-Ессінгтоном» і організував наступну експедицію, використавши для її оснащення свою частку (1500 фунтів стерлінгів) винагороди в Порт-Ессінгтоні. Він планував перетнути Австралію з Дарлінг-Даунса напрямком на західне узбережжя і пройти ним на південь до поселення річки Суон. У грудні 1846 року його експедиція з восьми осіб, включаючи його самого, вирушила з Дарлінг-Даунса. Затримані сильними дощами і втечею волів, яких вони використовували як тягло та в їжу, ослаблені гарячкою, вони були змушені, пройшовши лише 500 миль (805 км), повернутися в червні 1847 року. Після двотижневого відпочинку Ляйхгард провів шість тижнів у мандрівці завдовжки 600 миль (966 км), вивчаючи русло річки Кондамін і територію між маршрутом Мітчелла (1846 року) та його власним маршрутом.
У серпні 1847 року Ляйхгард повернувся до Сіднея, щоб організувати другу експедицію по річці Свон. До лютого 1848 року була зібрана експедиційна партія із семи осіб, включаючи його самого. У планах було перетнути континент Австралії зі сходу на захід, через її незнану посушливу центральну частину — місце, невідоме європейцям. Ляйхгард планував дійти до порту Перт. Він довідався, що Едмунд Кеннеді повернувся з відстеження течії річки, яку Мітчелл назвав Вікторія, і повідомив, що це була верхня частина Купер-Крік. Ляйхгард був впевнений, що зможе вирішити багато проблем шляху по центральній Австралії, якщо зможе обійти північну межу пустелі. Експедиція стартувала від річки Кондамін у березні 1848 року. До 3 квітня вони дійшли до станції Макферсон, Когоун, на Дарлінг-Даунс. Після того експедиція рушила вглиб країни, але під час цього зникла, і жодних матеріальних свідчень про те, що з нею сталося, ніколи не було знайдено. Ляйхгард зник у 1848 році разом із сімома людьми — п'ятьма європейцями та двома аборигенами-провідниками, 20 мулами, 50 бичками, сімома кіньми і масою спорядження.

## Пошуки зниклого
На експедицію чекали у 1850 році. Пошуки почалися лише з 1852 року. Надалі вони були описані у десятках джерел. Здійснено щонайменше 14 добре профінансованих урядових і приватних експедицій. Була проведена навіть пошукова експедиція на верблюдах через 20 років після зникнення мандрівника. Журнал The Bulletin у 1880 році запропонував винагороду в 1000 фунтів стерлінгів за «перший переконливий і суттєвий доказ місця смерті доктора Людвіга Ляйхгарда, великого австралійського дослідника».
Ті, хто вирушив на його пошуки, не знайшли нічого з маси металу — каструль і сковорідок, столових приборів, пляшок з водою, пряжок, залізних стремен, кінських підков, цвяхів, рушниць, пістолетів, сокир, ножів, монет і телескопів, що несла з собою експедиція. Хоча експедиція 1896 року знайшла в аборигенів Великий Піщаної пустелі жерстяну сірникову коробку і сідло, які могли належати Ляйхгарду, а в 1900 році кілька рушниць знайдено в пустелі, під шаром річкового мулу, але зв'язок знайдених предметів з експедицією Ляйхгарда не доведений.
Чутки про Ляйхгарда ширилися тривалий час, зокрема хтось нібито бачив «дуже старого білого чоловіка [з] довгими жовтими волоссям і бородою», який мешкав в австралійській пустелі разом з корінними жителями (хоча є припущення, що це був один з членів експедиції Адольф Классен). Існують численні припущення щодо причин загибелі експедиції Ляйхгарда: членів експедиції вбили, через що навіть був зроблений обшук стоянки аборигенів у Вантаті Вотергоул на річці Діамантина на заході Квінсленду; відбувся заколот; члени експедиції померли від голоду; вони потонули, на користь чого могли свідчити знайдені у 1900 році рушниці під шаром річкового мулу; навіть те, що Ляйхгарда з'їла акула в затоці Карпентарія. Існує версія, що британський уряд дав завдання отруїти експедицію отруйним борошном, тому що боявся, що Ляйхгард збирає інформацію для написання правдивої книги про життя аборигенів та утиски їх британцями. Це багато в чому ґрунтується на скаргах Ляйхгарда у попередніх експедиціях, що члени експедиції хворіли через «неякісне борошно або чай». Цілеспрямовано шукали можливі документи на кшталт щоденника експедиції, який Ляйхгард міг залишити у якійсь із сухих печер на маршруті експедиції. Насправді невідомо навіть, чи пішла експедиція навпростець через пустелю, чи кружним шляхом, обминувши її.
Досі знайдено одну річ, яка могла справді належати Ляйхгарду. Вона виставлена в Національному музеї Австралії в Канберрі — так звана «пластинка Ляйхгарда», яку знайшов близько 1900 року один абориген. Іменна пластинка була на ложі напівзгорілої рушниці, яка висіла на гілці дерева боа (баобаба). На стовбурі дерева нібито була вирізана характерна літера «L» — відповідно до відомої практики Ляйхгарда вирізати першу букву свого прізвища на деревах вздовж маршруту його експедицій. Сама рушниця не збереглась, а пластина являє собою довгу прямокутну смужку латуні із заокругленими кутами і з круглим отвором посередині вгорі, на який вигравіювано «LUDWIG.LEICHHARDT.1848». Пластина 150 мм завширшки і 20 мм заввишки.
Згідно з дослідженнями Королівського географічного товариства Південної Австралії, абориген віддав «плитку Ляйхгарда» своєму начальнику, погоничу та старателю Чарльзу Гардінгу. Баобаб, на якому був знайдений залишок рушниці, ріс у Стерт-Крік на північній околиці Великої Піщаної пустелі в Західній Австралії, яка залишається однією з найбільш грізних і найменш відвідуваних частин центральноавстралійської пустелі. На південь від цього регіону, біля озера Маккей, останні племена аборигенів, які не мали контактів з білими, все ще жили до 1984 року. Гардінг роками зберігав пластинку загорнутою в газету у своєму останньому будинку в сільській частині Південної Австралії. Іноді він чистив її попелом. Близько 1918 року він зустрів молодого хлопчика Реджинальда Брістов-Сміта, який був вражений зникненням Ляйхгарда і вмовив Гардінга віддати йому цю пластину. Брістов-Сміт позичив пластину Ларрі Веллсу, південноавстралійському досліднику і землеміру, який загинув у 1938 році. Після цього пластина загубилася в бюрократії Південної Австралії до 1964 року, коли Брістов-Сміт її відстежив і повернув, за кілька років до своєї смерті. У 2006 році Національний музей Австралії в Канберрі придбав пластину у сім'ї Брістов-Сміт.
Місце знахідки пластини біля Стерт-Крік надає правдоподібності припущенню, що Ляйхгард і його експедиція, маючи намір пройти Австралію від містечка Квінсленд до містечка Свон-Крік у Західній Австралії, зробили дугу на північ вздовж верхів'їв річок, які впадають у затоку Карпентера, а не пішли прямо зі сходу на захід через центральноавстралійську пустелю.
Музей провів ґрунтовну експертизу «пластини Ляйхгарда», під наглядом старшого хранителя Девіда Галлама. Інтенсивні дослідження за допомогою скануючого електронного мікроскопа були проведені доктором Єном Маклеодом із музею Західної Австралії. Вони виявили докази, які підтвердили твердження Гардінга про історію пластини: латунь походить з початку 1800-х років, залишки сірки на пластині збігаються з чорним порохом, який використовувався у вогнепальній зброї тієї епохи, хлориди цинку свідчать, що пластинка довго знаходилася в посушливих місцях, все ще були наявні залишки попелу, використаного Гардінгом для полірування, як і ознаки вогню низької інтенсивності, що підтверджувало розповідь Гардінга про те, що він викинув рушницю, до якої була прикріплена пластина, оскільки вона була пошкоджена вогнем. Науковці вважають, що дослідження сучасними методами слід продовжити. Можливо вилучення дрібного органічного матеріалу, застряглого в пластині, цілком може виявити органічні рештки, які, можливо, допоможуть підтвердити місцезнаходження пластинки.
Доктор Даррелл Льюїс, який був одним із головних шукачів експедиції Ляйхгарда і написав про це книгу «Де доктор Ляйхгард?», здійснив подорож у віддалений регіон Стерт-Крік після того, як Музей Австралії отримав пластинку, і обшукав все навколо, намагаючись знайти старий баобаб, який мав би позначку «L». Він знайшов баобабовий гай у районі завдовжки близько 60 км і завширшки 3 км та оглянув усі 280 дерев цієї групи.
Льюїс детально описав свою експедицію у книзі: «На деяких (деревах) були знайдені зображеннями, вирізані аборигенами, а на інших європейські імена та ініціали, але не було жодного із символом „L“ або якимись слідами рушниці. Можливо, в районі пошуку ніколи не було дерева з позначкою „L“, або може таке дерево колись було, але вже відмерло». Також він розповів, що «наприкінці нашого опитування ми почули про самотній баобаб за межами території пошуків. У 2012 році на вертольоті я спробував шукати це дерево, також дивився вздовж деяких пустельних хребтів за іншими окремими деревами. Нічого не знайшов, але залишається можливим, що аерофотозйомка на значно більшій площі принесе успіх.» 
У 2006 році австралійські історики засвідчили автентичність пластини і її явний зв'язок зі зникненням третьої експедиції Людвіга Ляйхгарда в 1848 році.
Доктор Маклеод сказав: «Втрата Ляйхгарда — одна з наших великих загадок. Це людина, яка стала частиною всього нашого дитинства. Ми зобов'язані перед Ляйхгардом розібратися в цій історії».

## Визнання
До зникнення Ляйхгарда сучасники високо оцінювали його роботи. У квітні 1847 року Географічне товариство в Парижі розділило щорічну премію за найважливіше географічне відкриття між ним і Роже д'Ерікуром, а 24 травня 1847 року Королівське географічне товариство в Лондоні нагородило його медаллю свого Покровителя як визнання «за розширених знань про великий континент Австралію», здобутих в його подорожі в затоку Моретон, Порт-Ессінгтон. Перед від'їздом в останню експедицію Ляйхгард дізнався про ці нагороди і написав: «Я мав задоволення почути, що географічне товариство в Лондоні нагородило мене однією з його медалей, що Паризьке географічне товариство надало мені подібну честь. Природно, мені дуже приємно думати, що такі розбірливі авторитети вважають мене гідним такої честі; але все, що я зробив, ніколи не було для честі. Я працював задля науки і ні для чого іншого».
Пруссія визнала це досягнення достатнім, щоб отримати для Ляйхгарда прощення свого короля за те, що свого часу Ляйхгард не повернувся до країни, коли повинен був пройти там обов'язкову військову підготовку. Геологи та ботаніки цінували колекції зразків Ляйхгарда, записи його спостережень, які в епоху, звиклу до екстравагантних розповідей мандрівників, відрізнялися своєю стриманістю та точністю. Ляйхгард вірив, що поки мандрівник правдивий, науковці вдома будуть йому вдячні.
Ляйхгард був найвідданішим слугою науки, і саме з цього поняття виникла одна ціль, яка сформувала весь стрижень його життя і зробила його певною мірою нещадним до всього, окрім його досліджень. Завдяки наполегливості, енергії, мужності та повному ігноруванню дискомфорту і фізичних вад, зокрема слабкого зору, він реалізовував свої цілі як «дослідник природи». В Європі та Австралії він знайшов друзів. І все-таки Ляйхгарда, якого один із друзів назвав «найлюбимішим із людей», деякі, хоча й не всі, хто був із ним в експедиціях, визначали його як ревнивого, егоїстичного, підозрілого, нестриманого, недбалого, неохайного, цілком нездатного до керівництва людьми і «надто вільного стосовно релігійної думки».
Суперечність між захопленням і прихильністю до Ляйхгарда і негативною критикою, яка розпочалася приблизно через двадцять років після його зникнення, змушує будь-яку надійну оцінку його характеру чекати на результати досліджень і зважування доказів.
Оцінка роботи Ляйхгарда свідчить, що він здійснив одну з найдовших мандрівок по суші в Австралії і одну з найкорисніших у збиранні даних для найранніших карт країни.
У бібліотеці Мітчелла в Сіднеї є літографічна копія малюнка Ляйхгарда 1846 року пензля Чарльза Родіуса. У вітчизняному музеї в Беескові є портрет Ляйхгарда, який є копією роботи Елізабет Вольф у 1938 році з картини Шмальфусса, 1855 рік.

## Пам'ять
На честь Ляйхгарда названо гірський хребет у Квінсленді, місцева річка і водоспад на ній.
Мандрівник зображений на золотій монеті 2013 року номіналом в 1 долар Республіки Палау та срібній монеті Австралії номіналом у 2 долари .

## Цікавий факт
У романі польського письменника Альфреда Шклярського «Томек у країні кенгуру» (1957) у главі VIII «Радник із Мельбурна» подана розповідь про Ляйхгарда та долю його експедиції.